# فيري فولمار

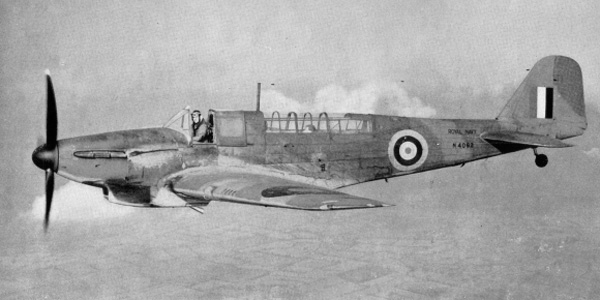
فيري فولمار)

فيري فولمار هي حاملة طائرات مقاتلة بريطانية في سلاح الأسطول الجوي أثناء الحرب العالمية الثانية. صنع منها بمجموع 600 حاملة من قِبل شركة فيري للطيران في مصنعة في ستوكبورت بين يناير من العام 1940 حتى ديسمبر عام 1942.